# Magritte/Beste Kostüme
Gewinner und Nominierte des belgischen Filmpreises Magritte in der Kategorie Beste Kostüme (Meilleurs costumes) seit der ersten Verleihung im Jahr 2011. Ausgezeichnet werden die besten Kostümbildner einheimischer Filmproduktionen des vergangenen Kinojahres.
| Statistik                          | Name               | Anzahl | Jahr                                |
| ---------------------------------- | ------------------ | ------ | ----------------------------------- |
| Häufigste Auszeichnungen           | Catherine Marchand | 2      | 2014, 2015                          |
| Häufigste Nominierungen (* = Sieg) | Élise Ancion       | 6      | 2012, 2014, 2016, 2017*, 2018, 2023 |

Die unten aufgeführten Filme werden mit ihrem deutschen Verleihtitel (sofern vorhanden) angegeben. Danach folgt in Klammern und in kursiver Schrift der Originaltitel. Vorn steht der Name des Kostümbildners.

## 2010er Jahre
2011
Christophe Pidre und Florence Scholtes – Sœur Sourire – Die singende Nonne (Sœur Sourire)
- Bernadette Corstens – My Queen Karo
- Anne Fournier – Altiplano

2012
Claire Dubien – Die Fee (La Fée)
- Élise Ancion – Kleine Riesen (Les Géants)
- Florence Scholtes – Vertraute Fremde (Quartier lointain)

2013
Florence Laforge – Der Tag wird kommen (Le Grand soir)
- Pascaline Chavanne – Der Aufsteiger (L’Exercice de l’État)
- Catherine Marchand – La Folie Almayer

2014
Catherine Marchand – Vijay und ich – Meine Frau geht fremd mit mir (Vijay and I)
- Élise Ancion – Une place sur la Terre
- Nathalie Deceuninck und Aliette Vliers – Une chanson pour ma mère

2015
Catherine Marchand – Marina
- Claire Dubien – Tokyo Fiancée
- Jackye Fauconnier – Der Tod weint rote Tränen (L’Étrange couleur des larmes de ton corps)

2016
Pascaline Chavanne – The Lady in the Car with Glasses and a Gun (La Dame dans l’auto avec des lunettes et un fusil)
- Élise Ancion – Ich bin tot, macht was draus! (Je suis mort mais j’ai des amis)
- Sabine Zappitelli – Alle Katzen sind grau (Tous les chats sont gris)

2017
Élise Ancion – Das Ende ist erst der Anfang (Les Premiers les derniers)
- Sandra Campisi – Baden Baden – Glück aus dem Baumarkt? (Baden Baden)
- Nina Caspari – Black

2018
Sophie Van Den Keybus – Noces
- Élise Ancion – Raw (Grave)
- Claudine Tychon – King of the Belgians

2019
Nathalie Leborgne – Es war einmal in Deutschland …
- Jackye Fauconnier – Leichen unter brennender Sonne (Laissez bronzer les cadavres)
- Catherine Van Bree – Girl

## 2020er Jahre
2020
Claudine Tychon – Seule à mon mariage
- Gaëlle Fierens – Emma Peeters
- Valérie Le Roy – De Patrick

2021
nicht vergeben

2022
Frédérick Denis – Madly in Life (Une vie démente)
- Catherine Cosme – Mon légionnaire
- Ann Lauwerys – Freudenmädchen (Filles de joie)

2023
Prunelle Rulens – Zero Fucks Given – Lebe den Tag, liebe das Leben (Rien à foutre)
- Élise Ancion – Nobody Has to Know
- Manu Verschueren – Close

2024
Elke Hoste und Baloji – Omen (Augure)
- Frédérick Denis  – Le Syndrome des amours passées
- Claire Dubien – L’Étoile filante
- Jessica Harkay – The Belgian Wave

2025
Isabel Van Renterghem – Night Call – Überlebe die Nacht (La Nuit se traîne)
- Élise Abraham und Manon Golembieski – Chiennes de vie
- Julie Lebrun – Une part manquante